# Ray Sciberras
Ray Sciberras (Cospicua, 27 december 1962) is een Maltees componist, muziekpedagoog en dirigent.

## Levensloop
Sciberras kreeg zijn eerste muzieklessen als lid van het plaatselijke harmonieorkest. Later studeerde hij muziektheorie, harmonie, contrapunt, fuga, orkestratie en muziekgeschiedenis bij Charles Zammit en Carmelo Pace. Vervolgens studeerde hij compositie bij Pawlu Grech. Hij studeerde met een studiebeurs ook compositie aan het London College of Music te Londen.
Als dirigent is hij tegenwoordig verbonden aan de Maltese harmonieorkesten Maria Mater Gratiae in Żabbar, St. Gaetan in Ħamrun, St. George's Band in Cospicua, St. Mary Band in Mosta en The Beland Band in Żejtun. Met de Beland Band nam hij al een tiental CD's op.
Als muziekpedagoog is hij werkzaam aan het De La Salle College in de regio Cottonera.
Op basis van zijn betrekkingen tot vele harmonieorkesten van Malta schrijft hij zijn meeste composities voor dit medium. Hij componeerde tientallen indrukwekkende 'Marche Funebre' doodsmarsen die overal op Malta gespeeld worden tijdens de beroemde Goede Vrijdag processies. Bekende concertwerken voor harmonieorkesten zijn onder meer Silhouette, Dance of the Goblins ...
Met zijn werk Invitation and Dance voor klarinet en piano won hij de 1e prijs bij de compositiewedstrijd van de Brits auteursrechtvereniging te Londen en bij de Society of Arts Manufacture and Commerce contest in 1992. Naast zijn originele werken voor harmonieorkest schreef hij missen en gewijde muziek, werken voor koren, vocale en kamermuziek.
Ray Sciberras staat in Malta aangeschreven als een van de meest toonaangevende hedendaagse componisten.

## Composities

### Werken voor orkest
- 1991 Serenade for Strings, voor strijkorkest

### Werken voor harmonieorkest

#### Concertwerken
- 1992 Dance of the Goblins
- 1993 Eulogy
- 1994 Puerkinesis
- 1994 Honoris Humanis
- 1994 Poets of Hatred
- 1996 L-Gholja tal-Gonna
- 1997 Atticism
- 1998 Lament
- 1998 Allegiance Suite
  1. St.Helen's Gate
  2. Notre Dame
  3. Firenzuola Bastion

- 1999 Preludio
- 1999 Millennium Salute
- 2000 Yorkshire Fantasy
- 2000 Spectrum
- 2000 A Trumpet Ballad
- 2001 Propera Avgesco
- 2003 Argenta Suite
- 2004 Three Short Dances
- 2006 Dlonk Nikber
- 2006 Innu Lill-Ghaqda Tal-Muzika San Gejtanu
- 2006 Sultana Ta Rahalna
- 2007 ANNO DOMINI XXXIII

- 2007 Bambina Sultana Taghna
- 2007 Concert Overture - Fort Angelo
- 2007 F Jum Ir- Rebha
- 2007 Insellmulek Marija
- 2007 Nghannulek Marija
- 2007 Salve Regina
- 2007 Tifhir Lil Marija
- 2007 Xemx Dejjiema
- 2008 Divertimento For Band
- 2009 Id-Dawl ta' Alla
- 2009 Silhouette

#### Feestelijke marsen
- 10 Snin Surmast
- 10 Ta Awissu 1989
- 14 Ta Awissu 1988
- 25 Ta Novembru
- 25 Sena President
- 50 Sena President
- 90th Anniversary
- Ale` Salvatore
- Anna
- Anton - 10 snin Segretarju
- Bella Valentina
- Buongusto
- Centru 19ta Novembru 1944
- Charles Il-Kaxxier
- Christian & Claire
- Cleopatra
- Coeur Leon
- De Paule
- Dome
- Dormichtwan
- El Cabezon
- Emar
- Forza Carolina
- Gawhra Taz-Zrieraq
- Ghaqda Dilettanti Tan-Nar
- Ghaqda Kooperattiva Tas-Sajd
- Golden Jubilee (1951 - 2001)
- Gordon - Antoine
- Guzarja
- Gwanni Pawlu II

- Harry Il-Kiku
- Il-Barklor
- Il-Krema
- Il-Marixxal
- Il-Palma Dominanti
- Il-Pamenu
- In-Neputi Aidan
- Is-Sindku
- Iz-Zonic
- jeanphil
- Josand
- Julian Brian
- Juve ! Juve !
- Juvecentus
- Katrina
- Kemm Ahna Kbar
- Kumitat 2007 - 2009
- Kurdari
- L-Iskultur
- L-Ispanjol
- L-Istandard Il-Gdid
- Lily
- Lis-Sotto Kumitat Tal-Kultura
- Lucca 2004
- Marygrace
- Mitt Sena Inkurunata
- My Two Hildas
- Natasha
- Nettuno
- Ninu

- Nisa Palmizi
- Noel
- Noemi
- Omar
- Ontario
- Patmar
- Pazon
- Perla Blu
- Qalb Tamlija
- Qawwa Tamlija
- Rodiann
- Rokku Ix-Xemx
- San Francisco
- Saluna
- Sarah G
- Sarona
- Shalom
- Siehbi Anselm
- Successi Marsin
- Ta Cikka
- Tal-Pagun
- Tal-Qatra
- Tas-Sillar
- Tereza
- The Centenary March
- Thomas
- Tiziano
- Trionphantis
- Wenzu C-Chippy

#### Processiemarsen
- 2003 Partitarji Belandisti - Zejtun
- 2007 Innu Kummissjoni Zghazagh Tamlin
- 2007 Marcia Processionale No.1
- 2007 Marcia Processionale No.2
- 2007 Marcia Processionale No.3

- 2007 Marcia Processionale No.4
- 2007 Marcia Processionale No.5
- 2008 Innu Marc Kummissjoni Zghazagh Tal-Grazzja
- Banda San Gorg - Cospicua
- Lil San Gejtanu - Hamrun

- Lill-Banda San Filep - Zebbug
- Lill-Padruna - Zabbar
- Marija Mtellgha s-Sema - Gudja
- Santa Marija - Attard
- Tal-Karmnu - Valletta

#### Treurmarsen
- Alla Memoria Di Concetta Cutajar
- Alla Memoria Di Gio. Maria Vella
- Alla Memoria di Giuseppe Grech
- Alla Memoria Di Joseph Bonnici
- Alla Memoria Di Lucarda Frendo
- Avt Pati Avt Mori
- B Tifkira Ghaziza Ta Spira Abela
- B`Tifkira ta` Guzeppi Cutajar
- B Tifkira Tal-Kanonku Guzeppi Bonello
- Canti D`Angoscia
- Consumatum Est
- Crucifixus
- Crux Fidelis
- Dejjem F Qalbna Pawlu Pace

- Ecce Crucem Domini
- Ghall-Memorja ta` Emm.Aquilina
- Il-Bewsa Ta Guda
- In Lov. Mem. of Anthony Miceli Farrugia
- In Manus Tuas - B Tifkira Ta Leli Viacava
- In Sepulcrum
- L-Ahhar Tbissima ta` Clo.Buttigieg
- La Lacrima Della Pieta
- La Tunica
- Lacrimosa - John Degabriele
- Lill-Habib taghna Mario Tabone (Il-Bullu)
- Lill-Mahbuba Rose Montebello
- Memoria Aeterna
- PASSIO DOMINI

- Partenza Eterna
- Pieta
- Redemptoris Mater
- Stabat Mater
- Tifkira Ghaziza ta` Darren
- Tislima lil Abram Gatt
- To our beloved Guza Grech
- Totus Tuus
- Tribute to Mns.Pantaleone Orland
- Un Triste Giorno
- Via Crucis
- Via Dolorosa

### Missen, oratoria, cantates en gewijde muziek

#### Missen en gewijde muziek
- 1994 Salve Regina
- 1995 Tantum Ergo in Re
- 1997 Messa Tota Pulchra
- 2002 Missa Brevis Gratia Plena
- 2002 Christus
- 2002 Antifona Sebh Lit-Trinita Qaddisa
- 2002 Missa Brevis Gratias Tibi Deus
- 2002 Noffrulek Qima u Hajr
- 2002 O Misteru Tas-Smewwiet
- 2002 Hallelujah
- 2003 O Sagrament Divin
- 2004 Magnificat
- 2007 Ave Maria
- 2007 Jien Hu l-Hobz Tal-Hajja

#### Hymnes
- 1994 Omm Beltna - Cospicua
- 1998 Madonna Tal-Grazzja - Zabbar
- 2002 Marija Bambina - Naxxar
- 2002 San Piju X - Santa Lucija
- 2002 Santa Marija - Attard
- 2002 San Guzepp - Cospicua
- 2003 Santae Elena - Birkirkara
- 2003 Santa Tereza - Cospicua
- 2004 Fil-Kuruna Dehbiena fuq Rasek - Cospicua
- 2005 Lill-Patruna tal-Belt Beland
- 2006 Lil San Gorg Martri - Qormi
- 2007 Assumpta Mater Nostra - Sta. Marija Mosta
- 2007 Kewkba Tiddi Ta Pajjizna
- 2008 Sabiha
- 2009 Int Madonna Tax-Xlukkajri
- 2009 Innu Lil San Pietru

#### Oratoria
- 1995 Tu Es Petrus- Birzebbugia
- 1995 Tislima Lil San Gejtanu - Hamrun
- 1998 Lil San Filep- Zebbug
- 2002 Gawhra Prezzjuza - Qormi
- 2002 ls-Sejha -Hal Safi
- 2005 Dawl fuq is-Sinaj - Zejtun

#### Cantates
- 2001 Bi Twelidek Rebbahtna-Naxxar
- 2001 Maria Mater Gratiae-Zabbar
- 2002 Maria - H`Attard
- 2003 II-Ghid ta` L-Assunta - Mosta
- 2004 Ave Maria Regina Et Mater- Cospicua
- 2007 Tifhir lil Kristu Sultan li tana lil Dun Gorg
- 2008 Innu Lil Marija Assunta
- 2009 Filep

### Werken voor koren
- 1990 The Peaceful Sun Chorale, voor gemengd koor
- 1991 Silence Within Chorale, voor gemengd koor
- 1992 Remember Madrigal, voor gemengd koor
- 1993 Unity Chorale, voor gemengd koor

### Liederen
- 1998 Ghanja taae Sebh
- 1998 Il-Belt Cospicua
- 2000 Ghanjietna
- 2003 Ghanja mill-Qalb
- 2005 Jidwi Lehnek Banda Beland, voor zangstem en harmonieorkest
- 2006 L-Ghanja Mostija
- 2007 Bl-Akbar Ferh
- 2007 Fittxu L-Ewwel Saltnet Alla
- 2008 Doqqu Qniepen Tar-Rotunda
- 2008 Grajjietna
- 2008 Sliem Qaddis Tal-Karita`
- 2008 Fl-Ghanja Maghquda
- 2009 Min Jaf Kif Qabzet Qalbek
- 2009 Dit-Tislima Ghalik Marija
- A Dream
- ln-Nies li taf
- Inhobbok Ma
- Li kieku jiena nistaae
- Meant to be
- One Flame One Light

### Kamermuziek
- 1990 Five Two-Part Inventions
- 1991 Brass Quintet, koperkwintet
- 1991 Invitation and Dance, voor klarinet en piano
- 1992 Fantasia, voor viool en piano
- 1992 Dialogue, voor hobo en hoorn
- 1992 Polygon, voor twee dwarsfluiten
- 1993 Prelude, Nocturne and March, voor piano, klarinet en trompet
- 1993 Strijkkwartet nr. 1
- 1993 Duo, voor viool en altviool
- 1993 Sketch, voor 3 trompetten
- 2005 Tanglible Illusions, voor klarinetkwartet

### Werken voor piano
- 1990 Five Bagatelles
- 1991 Five Little Pieces

### Filmmuziek
- Anno Domini XXXIII